# Metazygia lagiana
Metazygia lagiana là một loài nhện trong họ Araneidae.
Loài này thuộc chi Metazygia. Metazygia lagiana được Herbert Walter Levi miêu tả năm 1995.